# 托法納迪羅齊斯山

46°32′N 12°03′E / 46.533°N 12.050°E
托法納迪羅齊斯山（義大利語：Tofana di Rozes），是意大利的山峰，位於該國東北部，由貝盧諾省負責管轄，屬於多洛米蒂山的一部分，海拔高度3,225米，人類在1864年首次登頂。